# Вузькоколійна залізниця Єрки — Вільшана
Вузькоколійна залізниця Єрки (станція Звенигородка) Ольховець — Водяники — Орли — Почапинці — Моринці — Вільшана (Звенигородська вузькоколійна залізниця або Звенигородські під'їзні колії) — колишня мережа вузькоколійної залізниці шириною колії 750 мм у Черкаській області. Також від Водяників йшло відгалуження на Бужанку. 

## Розташування та історія

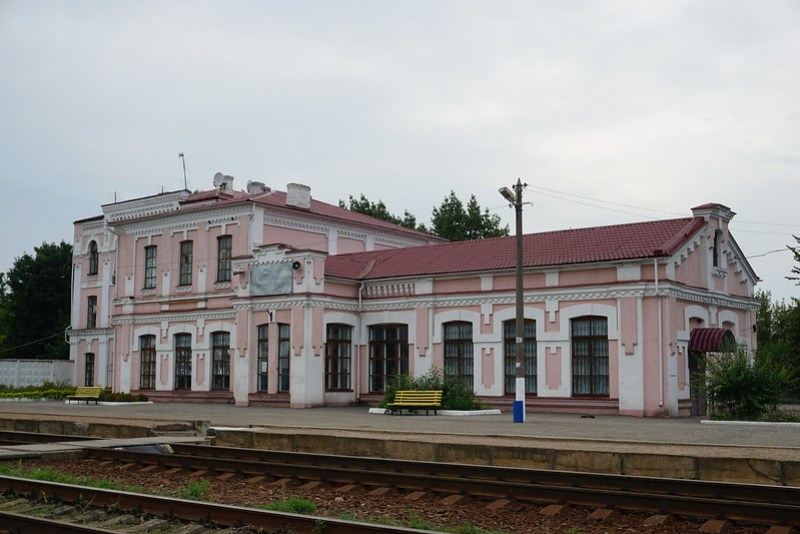
Станція Звенигородка у селищі Єрки

Будівництво вузькоколійної залізниці від станції Звенигородка у селищі Єрки відбулося в 1930-х роках для здійснення підвозу сировини та готової продукції між залізничною станцією Звенигородка та цукровими заводами. Кінцева станція — Вільшанський цукровий завод у Вільшаній.

### Будівництво
Для збільшення обсягів цукру на початку 1933 р. РНК УСРР та ЦК КП (б) України прийняли спільну постанову про будівництво залізниць до цукроварень. Термін їх закінчення визначався 1 серпня 1933 р..
До Бужанського та Почапинського цукрозаводів Лисянського району було вирішено прокласти залізницю вузької колії від станції «Звенигородка», розташованої в с. Єрки. Саме сюди по залізниці широкої колії надходили всі вантажі для обох цукрових заводів. 
Проектом передбачалось, що на цій станції вантажі будуть перевантажуватися в вагони вузької колії та доставлятися за призначенням. Крім того, залізниця зв’яже Шестеринську буровугільну шахту з цукровими заводами. Довжина вузькоколійки від Почапинського цукрового заводу складала 58 км. Були заплановані станції в селах Орли і Водяники та у Вільховецькому цукровому заводі.

Для будівництва вузькоколійки було створене підприємство «Звенигородські залізничні під’їзні колії». Керував роботами на будівництві вузькоколійки представник цієї організації Мельников. Його заступниками були Аляб’єв та Степнов – директори Почапинської та Бужанської цукроварень. 

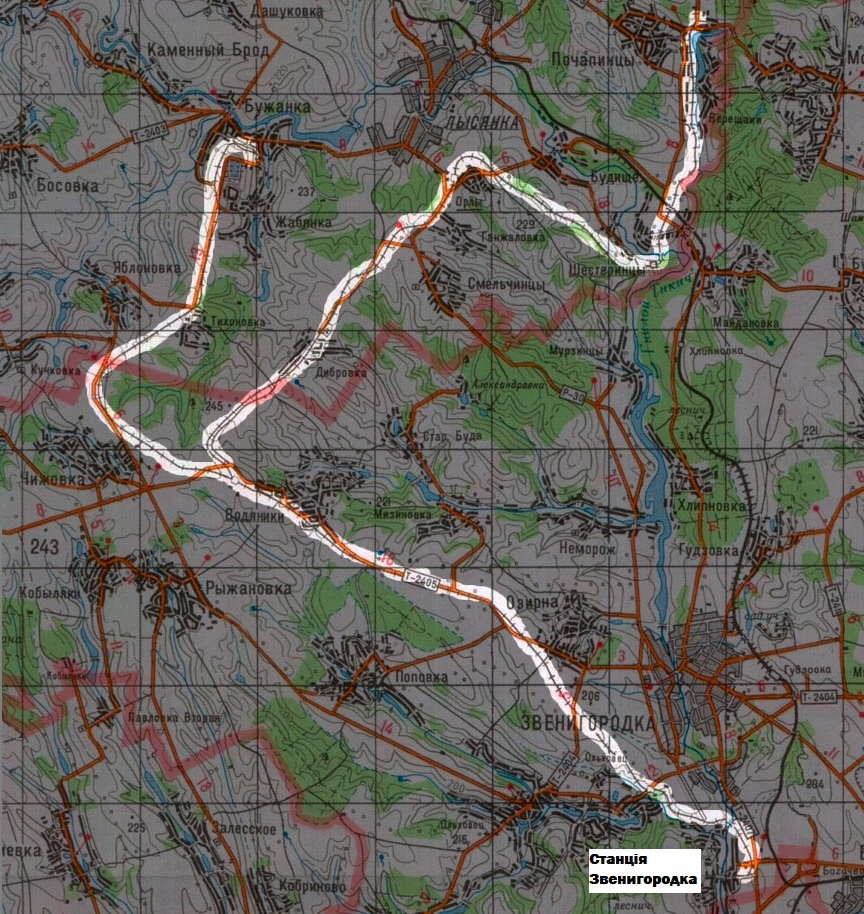
Звенигородська вузькоколійна залізниця

Найбільш об’ємними в цьому проекті були земельні роботи: необхідно було засипати численні виярки та провалля, зрізати десятки тисяч кубометрів землі, збудувати мости, у тому числі два через річку Гнилий Тікич. А якщо додати те, що ніякої землерийної техніки на той час не було і всі роботи виконувались вручну, то можна уявити, яким важким було будівництво вузькоколійки. 
Люди копали землю лопатами, вантажили її в грабарки, запряжені волами. При цьому вони були вкрай виснажені голодом, який пережили зимою 1932 – 1933 рр. Старожили пригадують: хочеш їсти, йди копай у тачку чи грабарку землю і вези її в насип залізниці. За цю роботу давали тарілку баланди – зварених на воді висівок.
Плановий термін закінчення всіх робіт вищими органами влади, встановлений 1 серпня 1933 р., був нереальним. Фактично роботи по прокладці вузькоколійки до Бужанського цукрового заводу були закінчені восени 1933 р., а до Почапинського – пізніше, вкінці літа наступного року.

### Репресії
В третій декаді вересня 1933 року партійна комісія заслухала директора Бужанського цукрового заводу. Газета подала звіт про це: «Бужанська цукроварня роботу повинна розпочати 1 жовтня і планується переробити 42 635,9 тонн буряка. Проте завод не готовий розпочати виробництво в строк.
На питання голови комісії Мотузок: «Як готується цукроварня до пуску, чи є достатньо палива?»
Степнов відповів: «Думаємо возити тоді, як закінчимо вузькоколійку, бо інших засобів немає». 
Мотузок: «А коли ж її закінчать?». 
Степнов: «Якщо погода не помішає, думаємо кінчати 2 жовтня». 
Мотузок: «А якщо несприятлива погода?». 
Степнов: «Не кінчимо». 
Мотузок: «А чим же будете тоді возити вугілля, вапняк?».
Степнов: «Не знаю». 
Далі газета констатує: «Темпи будування вузькоколійки незадовільні – не вистачає будматеріалів і через це 5 кілометрів лінії не збудовано» . 
В 1937 р. його разом з головним інженером заводу Жмуром було засуджено як «шкідників-контреволюціонерів» до розстрілу.

### Експлуатація
В 1935–1936 рр. у селах Водяники та в Будищах були влаштовані бурякоприймальні пункти, куди навколишні колгоспи звозили буряки. У Будище була прокладена додаткова гілка вузькоколійки. На цих пунктах зважували, визначали забрудненість та цукристість буряків, завантажували їх у вагони і вузькоколійкою підвозили до заводу.
В 1937 році для обслуговування та ремонту рухомого складу було засновано «Звенигородські паровозоремонтні майстерні».
У період Другої Світової Війни функціонувала, обслуговувалася трьома паротягами, чотирма платформами та 25 вагонами.
Після Другої Світової Війни дільниця була укорочена до цукрового заводу в селі Почапинці. Тоді її загальна довжина складала 110 км.

Мотовоз ИК 1949 року виготовлення.

За роки існування вузькоколійки на території Почапинської цукроварні була влаштована розгалужена сітка залізниці – понад 2,5 км колії, збудована вагова для зважування вагонів, а для їх перестановки під розвантаження та завантаження придбано три мотовози (перший в 1954 р. на двигуні від автомобіля «ГАЗ-ММ» [ймовірно мотовоз ИК], два наступних – більш потужніші), для яких зроблено бокс-гараж.
У 1955 році будують депо для обслуговування рухомого складу вузькоколійної залізниці.
В кінці 1950-х років бурякоприймальний пункт в с. Будище закрили через низьку рентабельність (мала бурякова зона, бо поруч був Вільшанський цукровий завод). Ефективно працював аналогічний пункт у Водяниках. Щороку звідси цукроварня отримувала 15–20 тис. тонн буряків вагонами0вертушками по 9–10 штук в одним ешелоні та по 1–2 рази на добу. Цей пункт пропрацював понад 40 років і в 1978 р. припинив своє існування, бо навколишні колгоспи буряки почали возити на Вільхівецький цукровий завод.
Проектом будівництва вузькоколійки передбачалася станція в с. Орли. Із вводом її в експлуатацію тут відкрилася складська база матеріалів. Із вводом її в експлуатацію тут відкрилася складська база матеріалів. Сюди вагонами доставлялись мінеральні добрива для колгоспів, паливо0мастильні матеріали для Виноградської та Лисянської машино0тракторних станцій, будівельні матеріали організаціям Лисянського району, паливо для населення, тощо.
З 1972 р. в Орлах почав функціонувати міжколгоспний комбікормовий завод, який залізницею одержував інгредієнтиі в залежності від виду вирощуваних тварин чи птиці, готував корми – добавки.
У весь цей час вузькоколійна залізниця підпорядковувалася Черкаському обласному буряко-цукровому промисловому управлінню. У 1990 році реорганізовано у державне підприємство.
У 1990 році вона перевезла 112.5 тисяч то продукції (4 млн. т.-км).

### Занепад та закриття
Вартість матеріалів, отриманих цукровими заводами по вузькоколійній залізниці була високою, бо включала в себе відпускну ціну продавця, залізничний тариф, вартість перевантаження матеріалів в вагони вузької колії та транспортування їх в цукроварні.
В 1970-х роках через Лисянку до станції «Дашуківка» Дашуківського комбінату бентонітових глин проклали залізницю широкої колії. З часом, все частіше цукрові заводи почали отримувати вантажі на залізничній станції «Лисянка», бо це було дешевше і з роками збільшувався власний автопарк, появились багатотоннажні автомобілі, тим самим, вони почали відмовлятись від послуг підприємства «Звенигородські залізничні під’їзні колії». 
Почапинська цукроварня згодом на залізничній станції «Лисянка» будує пакгауз (склад для короткострокового зберігання вантажів), вирішується питання організації своєчасного розвантаження вагонів та доставки матеріалів на завод. Поступово в ДП «Звенигородські залізничні під’їзні колії» накопилися збитки.
Щоб їх погасити, підприємство у 1991–1993 рр. почало розбирати та продавати рейки.
У 1995 державне підприємство закрили. Вузькоколійна залізниця існувала до 2003 року на дільниці до Звенигородського цукрового заводу та була розібрана у 2003 році.

## Рухомий склад
За час роботи експлуатувалися мотовози та тепловози:
- мотовоз ИК

- ТУ2МК
- ТУ4
- ТУ7 (1119, 1258, 1791)
- ТУ7А-3107